# 妹尾地域
妹尾地域（せのおちいき）は、岡山県岡山市南区にある広域地区である。旧・都窪郡妹尾町（せのおちょう）に相当し、現在は妹尾地域センター管内に当たる。
また興除地域センター管内に属する東畦周辺も妹尾駅が立地することなどから妹尾地区とされることがある。この項目では、妹尾地域センター管内全域、および興除地域センター管内のうち妹尾駅周辺について記述する。

## 概要
岡山市南区役所妹尾地域センターが管轄する南区妹尾・箕島が該当地域となっている。かつては都窪郡妹尾町であったが、1971年3月8日に岡山市へ編入合併された。
宇野線はかつて宇高連絡船との接続路線として栄えたが、現在は瀬戸大橋線として香川県と岡山方面の通勤路線となっている。また、国道2号や児島線など市街地に直結する道路も多数通行している。これにより妹尾は岡山市街のベッドタウンとしての役割を担っており、妹尾駅周辺では近年特にマンションの建設が盛んである。
また、国道2号岡山バイパスが地域内を通行していることから、ロードサイド店舗も複数立地している。

## 地理
北部は花崗岩からなる丘陵地で、それ以外の地区は干拓地となっている。丘陵地は古くから里山に利用されてきた。干拓地にはため池が多数存在する。

## 行政
岡山市南区役所の出先機関である妹尾地域センターが岡山市南区箕島に存在し、戸籍関係（出生・死亡届等）等一般の業務を扱う総務民生課が置かれている。政令市移行前までは岡山市役所妹尾支所が置かれ、土木・農林を扱う産業建設課の業務も行っていたが、現在は南区役所で行われている。

## 交通

### 鉄道

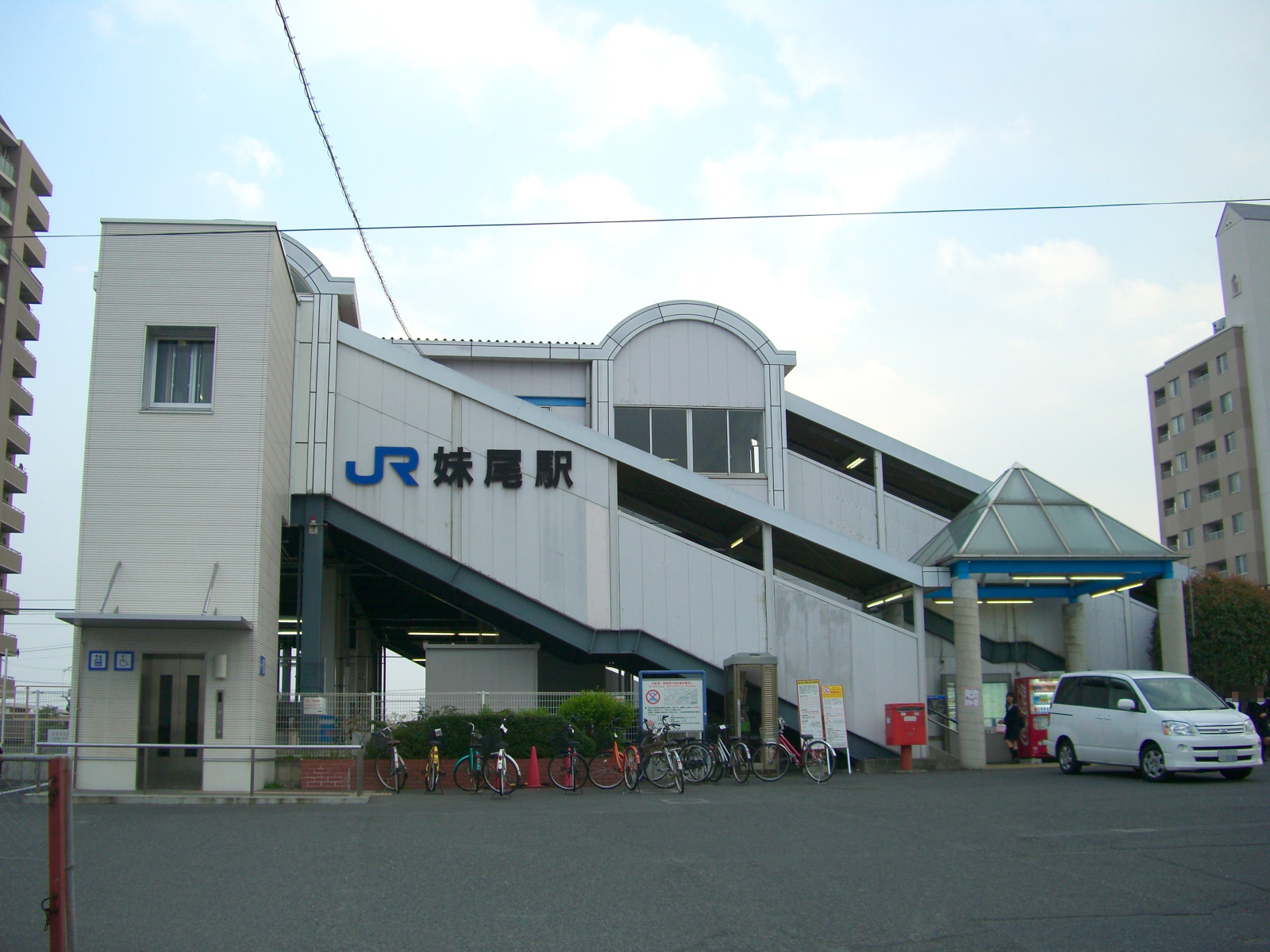
妹尾駅

瀬戸大橋線の快速マリンライナーが停車する妹尾駅があり（厳密には東畦に位置する）、同駅周辺にマルナカなどの商業施設や郵便局といった施設が立地し妹尾地区の中心地区となっている。箕島地区に備中箕島駅も存在するが、こちらは普通列車しか停車しない無人駅である。

### 道路
地区内に国道2号岡山バイパスが通行している。また、岡山市街地と児島方面を結ぶ主要地方道の岡山県道21号岡山児島線も交通量が多い。
- 国道
  - 国道2号岡山バイパス

- 県道
  - 岡山県道21号岡山児島線
  - 岡山県道73号箕島高松線
  - 岡山県道151号妹尾吉備線
  - 岡山県道152号倉敷妹尾線
  - 岡山県道175号妹尾停車場線
  - 岡山県道267号藤田妹尾線

## 主な施設
- 西ふれあいセンター
- 妹尾郵便局
- 岡山市立せのお病院
- 岡山少年院・岡山少年鑑別所

## 学校
- 岡山市立妹尾小学校
- 岡山市立箕島小学校
- 岡山市立妹尾中学校
- 岡山中学校・高等学校